# Milan Mišůn
Milan Mišůn (* 21. únor 1990 v Příbrami) je český fotbalový obránce, od července 2015 působící v FC Vysočina Jihlava. Nastupuje na levém kraji obrany. Mimo Česko působil na klubové úrovni ve Velké Británii (Skotsku a Anglii)

## Klubová kariéra
Svoji fotbalovou kariéru začal v mužstvu SK Spartak Příbram, odkud přestoupil v průběhu mládeže do klubu 1. FK Příbram. V roce 2007 se propracoval do prvního týmu, kterému pomohl v sezoně 2007/08 k postupu do 1. ligy. 1. lednu 2009 přestoupil do skotského celku Celtic FC. Jeho kariéru přibrzdilo zranění kolene (přetržený křížový vaz), kvůli kterému byl dlouhou dobu mimo hřiště. V září 2010 byl poslán na hostování do tehdy druholigového Dundee FC, kde odehrál dva zápasy. V lednu 2011 přestoupil do třetiligového anglického týmu Swindon Town FC, kde podepsal smlouvu na dva a půl roku. Na prvním tréninku si ale opět poranil koleno a kvůli zranění nehrál zbytek sezóny. Po sezóně ukončil své angažmá a v prvních měsících roku 2012 uzavřel jako volný hráč smlouvu s Viktorií Plzeň, která ho obratem poslala na hostování do Příbrami. V létě 2013 se stal hráčem Příbrami. Před sezonou 2014/15 přestoupil do mužstva FK Baumit Jablonec (nyní FK Jablonec). S týmem podepsal kontrakt na tři roky. Po roce uzavřel smlouvu s klubem FC Vysočina Jihlava.

## Reprezentační kariéra
Hrál za české reprezentační výběry U17, U18 a U19.